# Joan Felip Mei i Galès
Joan Felip Mei i Galès (* um 1542 in Valencia; † 17. Oktober 1612 in Saragossa) war ein valencianischer Dichter, Humanist, Professor für Prosodie und Altgriechische Sprache und Buchdrucker.

## Leben und Werk
Joan Felip Mei wurde um 1542 als Sohn des Buchdruckers Joan Mei und seiner Frau Jerònima Galès in Valencia geboren. Beruflich wurde er von seinem Vater zunächst als Buchdrucker ausgebildet. Schon in jungen Jahren leitete er den Druck der Chronik von Ramon Muntaner. 1577 ging er als Drucker nach Tarragona und arbeitete dort für den Erzbischof Antoni Agustí.
Nach dessen Tod 1588 kehrte er nach Valencia zurück und übte seinen Beruf als Drucker zunächst wieder aus. Ab 1589 wirkte er als Universitätsprofessor für Prosodie und altgriechische Sprache in Valencia. Er übersetzte 1586 Ovids Metamorphosen versgetreu ins Spanische und gab sie selbst im Druck heraus. Er schuf Gedichte in spanischer und lateinischer Sprache, die in einer Sammlung unter dem Titel Rimas (Tarragona 1586) und in dem Liederbuch Flor de varios y nuevos romances (Valencia 1593) erschienen. Er schrieb auch einen Traktat über die lateinische Prosodie (1594). 1627 wurde seine Ortografía llatinocastellana (lateinisch-kastilianische Orthografie) posthum in Barcelona veröffentlicht.
Joan Felip Mei starb am 17. Oktober 1612 in Saragossa auf einer Reise nach Pamplona und wurde dort begraben. Diese Aussage aus dem gleichnamigen Artikel der katalanischsprachigen Wikipedia steht gegen die Aussagen der entsprechenden Artikel der Enciclopèdia Catalana, nach denen Joan Felip Mei in Valencia verstarb. Der Sterbeort Pamplona wird in dem Artikel «Nuevos datos sobre el impresor y helenista Felipe Mey» von Alcina Rovira und Joan Francesc von 2005 nachgewiesen.